# Lawrence Gordon (produttore cinematografico)
Lawrence Gordon (Yazoo City, 25 marzo 1936) è un produttore cinematografico statunitense.

## Biografia
Gordon è cresciuto a Belzoni ed ha frequentato la Tulane University in New Orleans, Louisiana. Specializzato nella produzione di film d'azione. Le sue produzioni più popolari sono: I guerrieri della notte (1979) Predator (1987), Trappola di cristallo (1988) e Tomb Raider (2001).
È stato presidente della 20th Century Fox dal 1984 al 1986.

## Filmografia
- Dillinger, regia di John Milius (1973)
- L'eroe della strada (Hard Times), regia di Walter Hill (1975)
- Rolling Thunder, regia di John Flynn (1977)
- Driver l'imprendibile (The Driver), regia di Walter Hill (1978)
- Collo d'acciaio (Hooper), regia di Hal Needham (1978)
- La fine... della fine (The End), regia di Burt Reynolds (1978)
- I guerrieri della notte (The Warriors), regia di Walter Hill (1979)
- Xanadu, regia di Robert Greenwald (1980)
- Paternity, regia di David Steinberg (1981)
- 48 ore (48 Hrs.), regia di Walter Hill (1982)
- L'uomo da sei milioni di dollari (The Six Million Dollar Man), serie TV (1985)
- Jumpin' Jack Flash, regia di Penny Marshall (1987)
- Trappola di cristallo (Die Hard), regia di John McTiernan (1988)
- Un poliziotto a quattro zampe (K-9), regia di Rod Daniel (1989)
- L'uomo dei sogni (Field of Dreams), regia di Phil Alden Robinson (1989)
- Sorvegliato speciale (Lock Up), regia di John Flynn (1989)
- Sono affari di famiglia (Family Business), regia di Sidney Lumet (1989)
- 58 minuti per morire - Die Harder (Die Hard 2), regia di Renny Harlin (1990)
- Predator 2, regia di Stephen Hopkins (1990)
- Ancora 48 ore (Another 48 Hrs.), regia di Walter Hill (1990)
- Le avventure di Rocketeer (The Rocketeer), regia di Joe Johnston (1991)
- Waterworld, regia di Kevin Reynolds (1995)
- L'ombra del diavolo (The Devil's Own), regia di Alan J. Pakula (1997)
- Punto di non ritorno (Event Horizon), regia di Paul W. S. Anderson (1997)
- Mystery Men, regia di Kinka Usher (1999)
- K-PAX - Da un altro mondo (K-PAX), regia di Iain Softley (2001)
- Tomb Raider - La culla della vita (Lara Croft Tomb Raider: The Cradle of Life), regia di Jan de Bont (2003)
- Hellboy, regia di Guillermo del Toro (2004)
- Hellboy: The Golden Army (Hellboy II: The Golden Army), regia di Guillermo del Toro (2008)
- The Predator, regia di Shane Black (2018)
- Hellboy, regia di Neil Marshall (2019)